# Syndicat des employées et employés de syndicats et des organismes collectifs du Québec
Le Syndicat des employées et employés de syndicats et des organismes collectifs du Québec (SEESOCQ) est une organisation syndicale indépendante du Québec, fondée dans les années 1970. 
Ce syndicat est constitué d'environ 88 unités locales regroupant quelque 200 membres à travers la province, et ce dans toutes les régions administratives.
La formation du SEESOCQ en est une particulière. En effet, les employeurs de ses membres sont des syndicats. De plus, elle comporte un très grand nombre d'unités d'accréditation comportant majoritairement une à deux personnes salariées par unité.

## Historique
Le SEESOCQ est fondé en 1970
Ses membres fondateurs étaient à l’origine tous des employées et employés de syndicats de la Centrale de l’enseignement du Québec (CEQ), aujourd’hui la Centrale des syndicats du Québec (CSQ). Depuis, le SEESOCQ représente des salariées et salariés de syndicats de toute affiliation.
Le SEESOCQ est constitué de 88 unités d’accréditation et représente principalement des employées et employés de syndicats du Québec, d’associations étudiantes collégiales et universitaires et d’organismes collectifs. 
En 2018, Le Syndicat de l'enseignement de la Haute-Yamaska met ses travailleuses en lock-out pendant 6 mois,.